# Tabanus sericiventris
Tabanus sericiventris är en tvåvingeart som beskrevs av Friedrich Hermann Loew 1858. Tabanus sericiventris ingår i släktet Tabanus och familjen bromsar. Inga underarter finns listade i Catalogue of Life.